# 长果柄滇杨
长果柄滇杨（学名：Populus cathayana var. pedicellata）为杨柳科杨属下的一个变种。

## 扩展阅读
- 維基物種上的相關：长果柄滇杨